# پولی (نژاد سگ)
چولی (نژاد سگ) (انگلیسی: Puli)سگ‌های چولی بیشتر برای موهای بافت مانند و بلند خود شهرت دارند که شبیه گلوله کاموای بزرگ و درهم تنیده به نظر می‌رسد. کسی هنوز نمی‌داند ریشه پولی‌ها به کجا می‌رسد و زمان شکل‌گیری این نژاد کی بوده. تنها مدرک تاریخی موجود در مورد پیشینه نژاد این است که در زمان رم باستان نیز حضور داشته و به این ترتیب، باید گفت بیش از ۶ هزارسال قدمت دارند.
گفته می‌شود نژاد پولی حدود ۲ هزار سال پیش آسیا یافت شده و یکهزار سال پیش به مجارستان معرفی شد. مجاری‌ها استقبال بسیار خوبی از این سگ داشته و از آن در محافظت گله گوسفندان استفاده می‌کردند. بد نیست بدانید که سگ‌های درشت هیکل چولی در این کشور با نام کومندور شناخته می‌شوند که بومی مجارستان نیز محسوب می‌گردند.
صاحبان سگ‌های پولی، موهای ضخیم و بافت مانند این حیوان را آراسته و تمیز نگه می‌دارند. آن‌ها هرچند وقت یکبار سگ‌ها را اصلاح می‌کنند زیرا رشد موها گاهی زیاد شده و ممکن است روی زمین کشیده شود.
این نژاد سگ بسیار باهوش است و بتوجه و تحرک زیادی نیاز دارد.